# Chus Lago
María Jesús Lago Rey (Vigo, Pontevedra, 25 de diciembre de 1964), conocida como Chus Lago, es una alpinista, exploradora, escritora y política española. Entre sus hitos más señalados como deportista destacan alcanzar la cumbre del Everest sin oxígeno artificial en 1999, convirtiéndose en la primera mujer española y la tercera del mundo en conseguirlo. En 2004 se convirtió en la primera mujer del alpinismo nacional en obtener el título "Leopardo de las Nieves". En 2009 se convirtió en la primera persona española en alcanzar el Polo sur en solitario a través de la Antártida. Sus últimas expediciones tuvieron lugar en diversas regiones polares, liderando el proyecto "Compromiso con la Tierra". De 2007 a 2019 fue concejala de Medio Ambiente en Vigo por el PSdeG-PSOE durante 12 años, 

## Biografía
Chus Lago descubrió la montaña de la mano de su padre. Con once años se estrenó en el Vixiador (una colina cercana a Vigo). Fue descubriendo los picos de Galicia para pasar después a los de Europa, los de la cordillera pirenaica y la alpina. Más tarde viajó a Perú, Bolivia, al continente africano (Kenia), Asia Central y al Himalaya, cordillera que descubrió con 22 años, en 1991, a los pies del Annapurna, donde comenzó su carrera por alcanzar grandes cimas.
En las elecciones municipales de 2007 se presentó por las listas del PSdeG-PSOE al Ayuntamiento de Vigo como número dos de una candidatura encabezada por Abel Caballero. Fue Concejala de Medio Ambiente y vida saludable en ese ayuntamiento hasta las elecciones municipales de 2019, cuando abandonó su ciudad natal y se trasladó a vivir con su familia a Houston (Estados Unidos).

## Expediciones

### Cordillera andina y Continente africano
- En 1987, Expedición a la Cordillera blanca del Perú: Pisco, Tocllaraju, Ranrapalca, nueva ruta cara oeste South Ishinca, Chopicalqui.

- En 1989, Expedición Kenia: Point Lenana, Monte Kenia (Corredor hielo «Ice WINDOW»), ascensiones en las zonas de escalada de Lukenya, Embarribal, Kitchambo, Ndeiya e HellsGate

- En 1990, Expedición Andes Bolivianos: Nevado Illimani, Gran Condoriri, Huayna Potosí.[5]

### Himalaya
En 1991 Chus Lago participó en una expedición para escalar dos picos del Himalaya, el  Annapurna y el Everest.  Aunque no hicieron cumbre, fue la primera vez que la alpinista pisó la cresta del Himalaya. En 1992 volvió a Nepal con una expedición gallega al Everest, pero problemas dentro de la misma impidieron que Chus alcanzara la cima, quedando a 1048 metros de la cumbre. Volvió al Himalaya en los años 1995 y 1997 para escalar el Cho Oyu. En la primera expedición quedó a apenas 100 metros y en el segundo consiguió hacer cumbre, su primer ochomil. En 1998 volvió al Everest para escalar el monte por la cara Norte, en la frontera con el Tíbet. En esta expedición, en la que Chus Lago participó en solitario, el mal tiempo le impidió hacer cumbre, quedando a 600 metros de alcanzarlo.
En 1999 volvió a repetir el ascenso y esta vez, el 26 de mayo, alcanzó la cumbre del Everest sin emplear bombonas de oxígeno, convirtiéndose en la primera mujer de nacionalidad española en conseguirlo y en la tercera del mundo, después de la inglesa Alison Hargreaves y la norteamericana Francys Arsentiev. En esta expedición, en solitario, tan solo contó con la ayuda de un escalador tibetano. Sin embargo, por el hecho de utilizar oxígeno embotellado en el descenso durante unas dos horas y media, su éxito en el Everest no figura como ascenso sin oxígeno.
Es la segunda mujer española en escalar el monte Everest tras Araceli Segarra.

### Leopardo de las Nieves
El 13 de agosto de 2004 se convirtió en la primera mujer del alpinismo nacional en obtener el título de Leopardo de las Nieves, lo que supone coronar los cinco picos más altos de las ex Repúblicas soviéticas, en la cordillera del Pamir y Tien Shanse . En 1993 hizo cumbre en el Pico Lenin; 2001 Khan Tengri; 2003 Pobeda; 2004 Korjenevskaïa y Somoni-antigo pico Comunismo.
Durante el descenso del Pobeda sufrió congelaciones y un principio de edema. Su compañero de expedición, el georgiano Merab Khabazie, le salvó la vida cuando bajó al campamento base y volvió a por ella, que quedó en una arista completamente agotada físicamente. Ya en España, le amputaron media falange del dedo anular de una mano y la yema del dedo gordo de un pie.

### Regiones polares
- "Expedición Merab Khabazi". En 2006 inició una travesía de setecientos kilómetros sobre esquíes en Groenlandia acompañada del también vigués Juan Martínez. Casi todas las expediciones que atraviesan Groenlandia lo hacen de Este a Oeste, provistos de enormes cometas para aprovechar el viento a favor, pero Chus Lago y Juan Martínez fueron en sentido contrario, sin cometas y con el viento en contra.[16] Con todo, no pudo cumplir la expedición Merab Khabazi, en homenaje a su amigo fallecido en 2005 en el Ushba.[17] El mal estado de la radiobaliza estuvo a punto de dejar incomunicados a Chus y a su compañero. Días antes se agotaron las baterías del teléfono satélite, al  averiarse el panel solar encargado de recargarlas.[18]

- "Expedición Caixanova al Polo Sur". En enero de 2009 se convirtió en la primera española (sin distinción de género) en alcanzar el Polo Sur en solitario a través de la Antártida, tras 59 días de travesía.[4] Para realizar la travesía -arrastrando un trineo que en el momento de comenzar duplicaba su peso- se marcó la rutina de caminar todos los días entre 13 o 14 horas para recorrer 25 kilómetros diarios.[19] La experiencia, grabada con una cámara por la propia alpinista, fue relatada día a día en un blog.[20] Canal+ realizó un documental sobre la expedición de la deportista titulado Chus Lago: Sola ante el hielo que fue estrenado en abril de 2009[21][22] y tuvo cinco nominaciones a los Premios Goya en 2010.[23]

### Compromiso con la tierra
Chus lago fue la ideóloga y capitana del proyecto "Compromiso con la Tierra", un reto deportivo para concienciar sobre el deshielo y mostrar la fragilidad de las regiones polares, con la aspiración de completar 1500 kilómetros de travesía sobre hielo en distintas fases. El equipo, formado solo por mujeres, asumió el reto de concienciar a la sociedad sobre el papel de la mujer en el deporte, mostrando la importancia del liderado femenino.
- En 2016, la primera expedición, formada por Chus Lago, Verónica Romero, Estela Estévez y Silvia Rey, llevó a las deportistas a una travesía de 200 kilómetros por los lagos de Laponia, el Inari y el Torneträsk.[25][26]
- En 2017, la segunda expedición, formada por Chus Lago, Verónica Romero y Rocío García, tuvo como destino el casquete polar de Barnes, en la isla de Baffin (Canadá), con 200 kilómetros de recorrido. Esta expedición se convirtió en la segunda expedición en el mundo, la primera de mujeres, que atravesó el casquete polar de Barnes.[27][28]
- En 2019, la tercera expedición, formada por Chus Lago, Verónica Romero y Rocío García completó su recorrido por el lago Baikal, la mayor reserva de agua dulce del planeta. Con su llegada a Severobaikalsk, en el extremo norte del lago, recorrieron 640 km sobre hielo en 24 días.[29]

En noviembre de 2020 el nacimiento de su hijo la llevó a plantearse la retirada: "Va a ser complicado compaginar la maternidad con el alpinismo, por lo menos a ese nivel. Cuando te vas a una expedición estás fuera mínimo un mes, sin batería, sin cobertura, con una diferencia horaria de diez o más horas... A lo mejor puedes conectar una vez cada diez días, pero sin ver a tu familia. Eso no sé yo hasta que punto podría llevarlo tras la maternidad"

## Premios y reconocimientos
Entre los premios recibidos se encuentran:
- 1998 Mejor deportista del año (Ayuntamiento de Vigo)
- 1999 Premio Viaje del año SGE (Sociedad Geográfica Española)[33]
- 1998 Mejor trayectoria deportiva (Diputación de Pontevedra)
- 2000 Medalla Castelao (Junta de Galicia)[34]

- 2000 Premio Viguesa Distinguida (Ayuntamiento de Vigo)
- 2000 Mérito Deportivo (Federación Gallega de Alta Montaña)
- 2000 La Voz del Año de Vigo. (La Voz de Galicia y Onda Cero)
- 2000 Premio Gallega Distinguida
- 2000 Real Orden del Mérito Deportivo. Medalla de bronce (Consejo Superior de Deportes)

- 2003 Premio Superación 2003 (Junta de Galicia)
- 2004 Premio Radio Galega. Mejor Deportista 2004
- 2004 Premio Ayuntamiento de Vigo - Faro de Vigo - Caixanova. Premio a la mejor deportista femenina de 2004
- 2004 "Galicia Deporte" Premio a la mejor deportista femenina (Junta de Galicia)
- 2004 Premio "Galicia en femenino" (Junta de Galicia)
- 2004 Mujer del Año 2004 (Asociación "Arandeira" de Puebla de Trives)
- 2005 Premio a la personalidad púbica (Sociedad Española del Dolor-SAD)

## Publicaciones
- Everest, fuera de la tierra (2000). Laverde Ruiz Ediciones. Describe la hazaña de coronar el Everest sin ayuda de oxígeno. ISBN 9788495444141
- Una mujer en la cumbre (2004). Plaza y Janés. Relato de los viajes. ISBN 9788401305269

- Fata y Pengba en el Machapuchare (2010). Desnivel. Cuento infantil, ilustrado por Víctor Ribas, que narra la historia de Pengba, un niño que vive en una aldea a los pies del Machapuchare, una montaña sagrada prohibida para los humanos. ISBN 9788498292077

- Estiramientos con Chus Lago (2012). Desnivel. Coautora junto con José Nolasco y Susana García. Manual visual y práctico de estiramientos. ISBN 9788498292411

- Sobre huellas de gigantes (2016). Aguilar. Narra la travesía que realizó a través de la Antártida y la historia de los exploradores que realizaron la misma expedición antes que ella. Rememora vivencias familiares y de aventura junto a su compañero fallecido Merab, a quien rinde un homenaje. ISBN 9788403514911

- El espejo de hielo (2020). Desnivel. Premio Desnivel de literatura 2020. Relato construido a partir de momentos íntimos de la exploradora y alpinista.  ISBN 9788498295344